# 埃德维纳斯·拉马瑙斯卡斯
埃德维纳斯·拉马瑙斯卡斯（1985年8月18日—），生于希奥利艾，是一名立陶宛男子皮划艇运动员，主攻皮艇竞速。他的母亲同样从事皮划艇运动，他也在12岁时开始在家乡的俱乐部开始练习皮划艇。19岁时，他一度放弃皮划艇，以专心学业，直到25岁时才重返赛场。他曾在2016年里约奥运担任立陶宛代表团闭幕式旗手。